# Optical, Spectroscopic, and Infrared Remote Imaging System

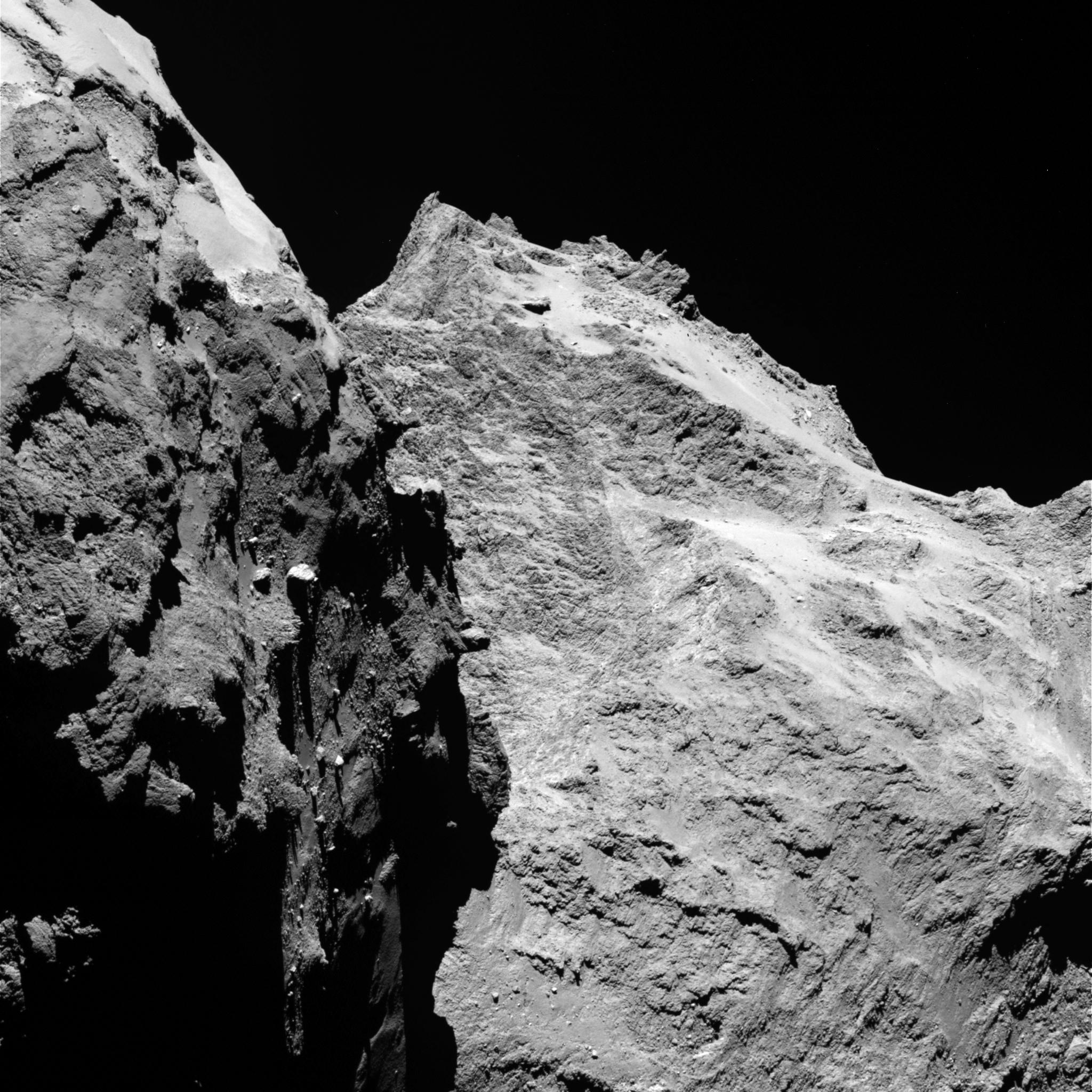
Image prise par OSIRIS, le 5 September 2014 à une distance de 62km de la comète 67P/Churyumov-Gerasimenko.

OSIRIS (Optical, Spectroscopic, and Infrared Remote Imaging System, soit en français « Système d'imagerie optique, spectroscopique et infrarouge à distance ») est le principal système scientifique d'imagerie sur l'orbiteur Rosetta de l'Agence spatiale européenne. Il a été construit par un consortium mené par l'Institut Max-Planck de recherche sur le Système solaire, en Allemagne.